# Żemczużyna
Żemczużyna (uk  i ros. Жемчужина) – wieś na Ukrainie, w Autonomicznej Republice Krymu (de iure stanowiącej integralną część państwa ukraińskiego, w 2014 anektowanej przez Rosję i odtąd funkcjonującej jako Republika Krymu), w rejonie nyżniohirskim. W 2001 liczyła 1323 mieszkańców, wśród których 115 wskazało jako ojczysty język ukraiński, 1128 rosyjski, 75 krymskotatarski, 1 białoruski, a 4 inny. Według spisu ludności przeprowadzonego przez okupacyjne władze rosyjskie populacja wsi w 2014 wynosiła 971 osób.